# Веиглова, Катажина

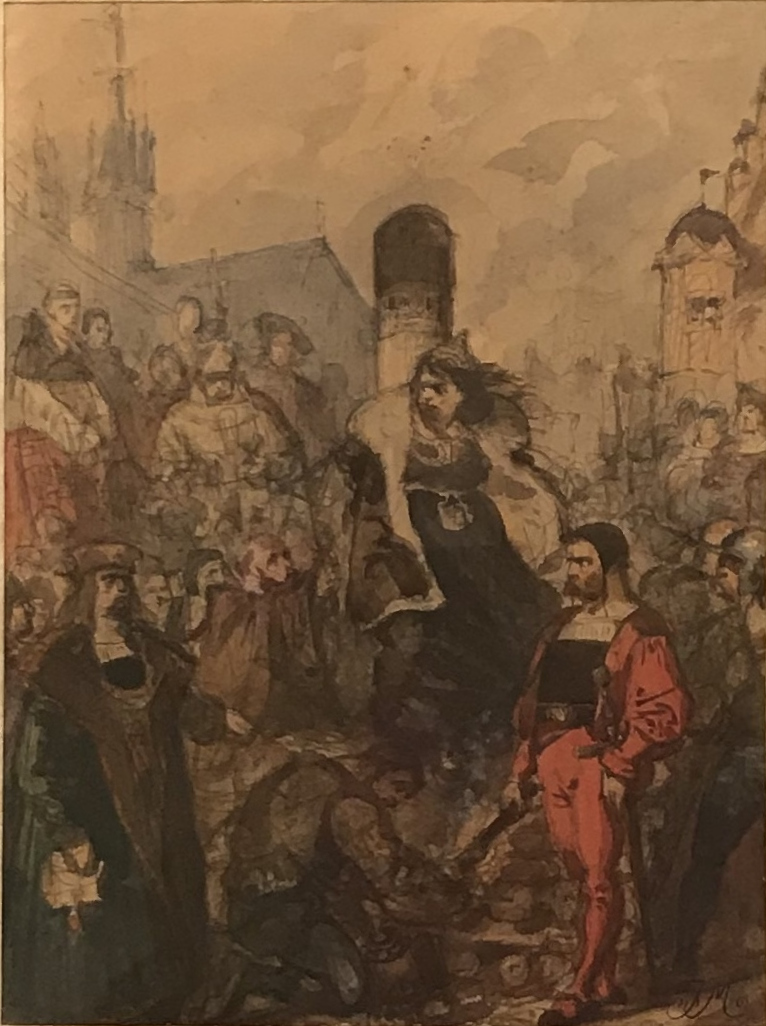
Сожжение Катаржины Веигловой (Мальхеровой), изображённое Яном Матейко в 1859 году

Катажина Веиглова (Вайглова) (пол. Katarzyna Weiglowa (Wajglowa), нем. Katherine Weigel, около 1460 — 19 апреля 1539), ошибочно указанная в польском источнике XVII в. как Фогель (нем. Vogel) и известная поэтому во многих источниках как Екатерина Фогель — католическая женщина из Королевства Польша, которая обратилась в иудаизм или в иудействующий антитринитаризм. Она была сожжена на костре в Кракове по обвинению в вероотступничестве, когда отказалась назвать Иисуса Христа сыном божьим. Она рассматривается унитариями и евреями (среди прочих) как мученица.
Она родилась под именем Катарины Заласовской (Залешовской), будучи дочерью Станислава Заласовского и вдовой Мельхиора Вейгеля, купца и члена совета Кракова.

## Обвинение в вероотступничестве
Мало что известно о её жизни до 1529—1530 годов, когда она несколько раз предстала перед епископским двором в Кракове и отказалась отречься от «ошибочности иудейской веры». Катажина, вероятно, начала исповедовать антитринитаризм под влиянием сочинений Мартина Борхауза, опубликованных в 1527 году. Согласно «Jewish Encyclopedia» она последовала примеру дочери некоего Николая II Радзивилла и приняла иудаизм. Она пыталась продвигать свои взгляды во время дебатов в Сейме в 1538—1539 годах.
В возрасте 70 лет Катажина была заключена в тюрьму в Кракове по обвинению в исповедании «ереси» по приказу Петра Гамрата, епископа Краковского, который обвинил её перед королевой Польши Боной Сфорцей.

## Казнь
Катажина признала, что исповедует единство Бога и отвергает понятие «святой Троицы». Она провела 10 лет в тюрьме прежде чем была сожжена заживо на костре на Малой рыночной площади в Кракове в возрасте 80 лет. Согласно письменным свидетельствам, даже на костре она отказалась отречься от своей веры, которую громко исповедовала до самого конца. Из-за её антитринитарных взглядов Катажину не защищали польские протестанты. Однако после её смерти верующие из различных ветвей протестантизма часто называли её жертвой религиозных преследований и мученицей.

## Последствия
Сожжение Катажины стало чрезвычайным происшествием для Польши, которая в XVI веке входила в число стран с самой высокой степенью религиозной терпимости.
После её смерти её судьба в Польше была предана забвению. Сейм в 1539 году не принимал решения о её казни, и упоминания о ней сохранились преимущественно в протестантских полемических сочинениях и в антииудейской литературе XVII века.